# Natuurpark Bystrinski
Het natuurpark Bystrinski (Russisch: Быстринский природный парк; Bystrinski prirodny park) is een natuurpark op het Russische schiereiland Kamtsjatka. Het vormt een van de 'clusters' van het Unesco-werelderfgoedgebied Vulkanen van Kamtsjatka. Het bezoekerscentrum van het park staat in de plaats Esso.  
Het park is met 13.250 km² het grootste natuurpark van het Russische Verre Oosten. In het park liggen ook de zakaznik Itsjinski en de natuurmonumenten Apapelskaja Kamennaja Baba en Listvennitsjnik bagoelnikovy.

## Geografie
Het natuurpark ligt in het district Bystrinski rond het dal van de rivier Bystraja, die ontstaat op de hellingen van het Centraal Gebergte en de bergruggen bij de Kozyrevka. Ook de rivier Anavgaj, de bovenloop van de rivier Tigil en een aantal zijrivieren van de rivier Itsja stromen door het park. Deze bergrivieren met hun stroomversnellingen en watervallen geven het park een pittoresk karakter. Ook de dorpen Esso en Anavgaj liggen in het park. Binnen het park liggen ook de vulkaan Itsjinskaja Sopka (met 3607 meter de hoogste actieve vulkaan van Centraal-Kamtsjatka) en diverse thermische en minerale warmwaterbronnen. In een van de rivieren is een cascade van kleine waterkrachtcentrales aangelegd.

### Flora en fauna
In het natuurpark groeit vegetatie die kenmerkend is voor Centraal-Kamtsjatka: bergtoendra, weiden, loof- en naaldbossen en bostoendra. Deze naaldbossen zijn uniek voor Kamtsjatka. De flora en fauna van het park zijn divers met diverse pelsdieren zoals bruine beer, eekhoorn, haas, hermelijn, poolvos, rivierotter, sabelmarter, veelvraat, vos en wolf. Tot een hoogte van 1000 meter komen sneeuwschapen en wilde rendieren voor. Ook leeft er de eland, die vanuit het dal van de Kolyma in de jaren 1960 naar Kamtsjatka migreerde. In de bergtoendra komt de kamtsjatkamarmot en arctische grondeekhoorn voor. In het begin van de lente trekken eenden, ganzen, zwanen, meeuwen en steltlopers naar het gebied. In het park zijn 137 vogelsoorten geteld, waaronder de beschermde slechtvalk en steenarend. In de rivieren bevinden zich paaigronden van alle zalmsoorten van Kamtsjatka.

### Menselijke activiteiten
Het natuurpark vormt onderdeel van het traditionele vestigingsgebied van de Evenen en telt ongeveer 60 traditionele Eveense boerderijen. Bij het dorp Anavgaj is een neolithische archeologische plek en bij de gelijknamige rivier staat het etnografisch complex Mapedek waar toeristen het Eveense traditionele leven, riten en folklore kunnen zien. 's winters wordt de ruim 1000-kilometer lange hondensledetocht Beringia georganiseerd, die begint in het dorp Esso en door het park loopt.
Bewoners is het middels een vergunningenstelsel toegestaan om te jagen en vissen op dieren in het park, behalve in de zakaznik Itsjinski.

## Geschiedenis
Het park werd opgericht in 1995 was toen groter (14.000 km²). Een aantal maanden later werden echter stukken in het zuiden er weer afgehaald; de grote goudafzetting van Aginskoje (vanaf 2005 in ontginning door de Canadees-Amerikaans-Russische joint-venture Kamgold) en de koper-nikkelafzetting bij de rivier Sjanoetsj. Een paar maanden later werd het opgenomen in het Unesco-werelderfgoedgebied. In 2010 werd het samen met de natuurparken Kloetsji en Nalytsjevo opgenomen in het natuurpark 'Vulkanen van Kamtsjatka'.
Het park is goed ontsloten voor het toerisme met onder andere diverse wandelpaden vanuit Esso. Er bevinden zich twee campings, tien parkeerplaatsen en diverse toiletgebouwen, picknickplaatsen en kampvuurplaatsen.